# Diospyros nigrocortex
Diospyros nigrocortex là một loài thực vật có hoa trong họ Thị. Loài này được C.Y.Wu mô tả khoa học đầu tiên năm 1965.